# Wyspy Pelagijskie
Wyspy Pelagijskie (wł.: Isole Pelagie; syc.: Ìsuli Pilaggî) – grupa wysp pochodzenia wulkanicznego na Morzu Śródziemnym, pomiędzy Maltą a Tunezją, o łącznej powierzchni wynoszącej ponad 25 km².

## Gospodarka
Podstawą gospodarki wysp jest rybołówstwo oraz połów gąbek i korali. Na wyspach rozwinęła się turystyka.

## Geografia i administracja
Wyspy należą do Włoch, administracyjnie tworzą gminę Lampedusa e Linosa (prowincja Agrigento). W skład Wysp Pelagijskich zalicza się: Lampedusę, Linosę i Lampione. Łącznie wyspy zamieszkuje ponad 6 tys. osób. Wyspy Pelagijskie pod względem geograficznym przynależą do kontynentu afrykańskiego.

## Obszar ochronny
Tuż obok Lampedusy znajduje się wysepka Isola dei Conigli (Wyspa Królicza), na której jaja składają żółwie morskie karetta (Caretta caretta). Innym miejscem lęgowym tych źółwi w rejonie Wysp Pelagijskich jest plaża Pozzolana di Ponente na wyspie Linosa. W 2002 utworzono obszar ochronny pod nazwą Area Marina Protetta "Isole pelagie", który obejmuje wszystkie trzy wyspy .
| Wyspa     | Powierzchnia | Populacja    |
| --------- | ------------ | ------------ |
| Lampedusa | 20,2 km²     | ok. 5,8 tys. |
| Linosa    | 5,43 km²     | 420          |
| Lampione  | 0,036 km²    | bezludna     |

## Galeria

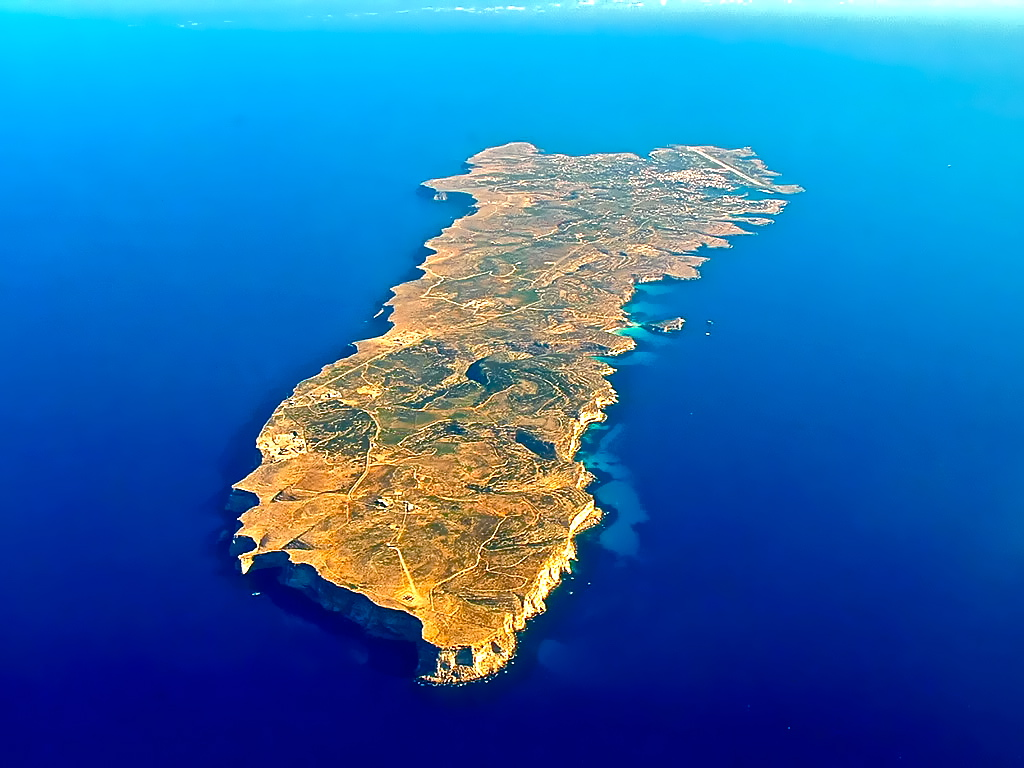
Lampedusa
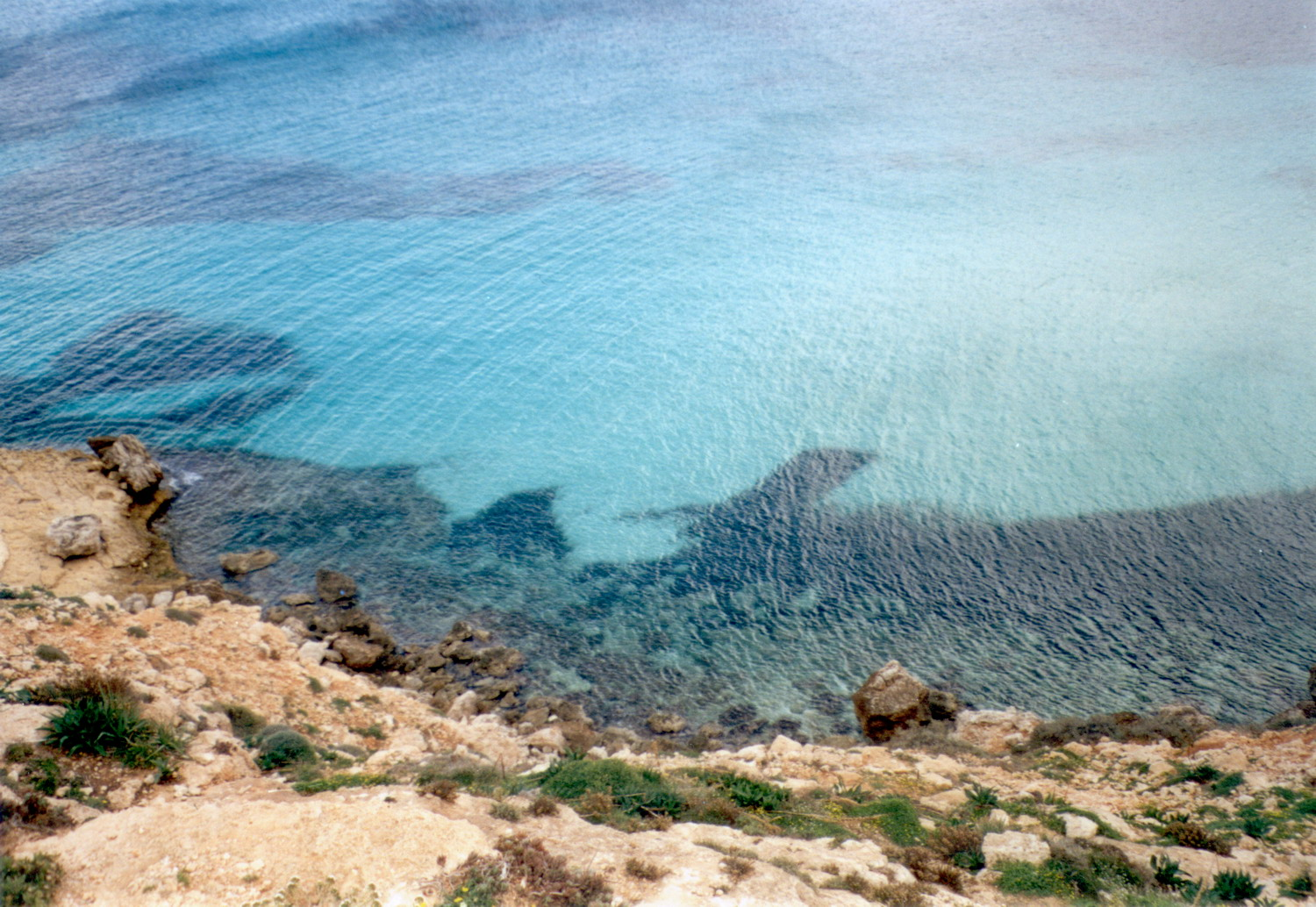
Wybrzeże Lampedusy
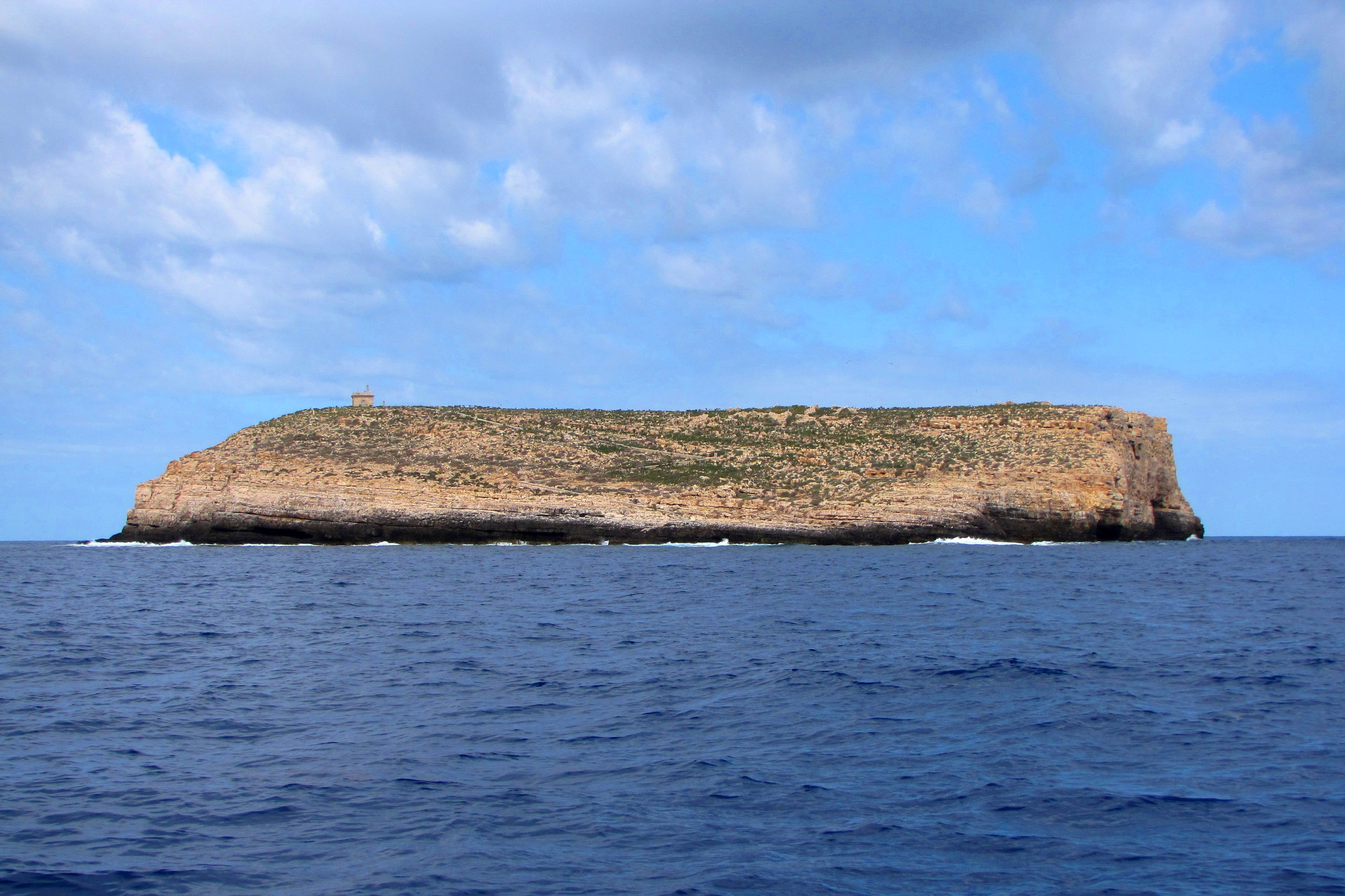
Lampione
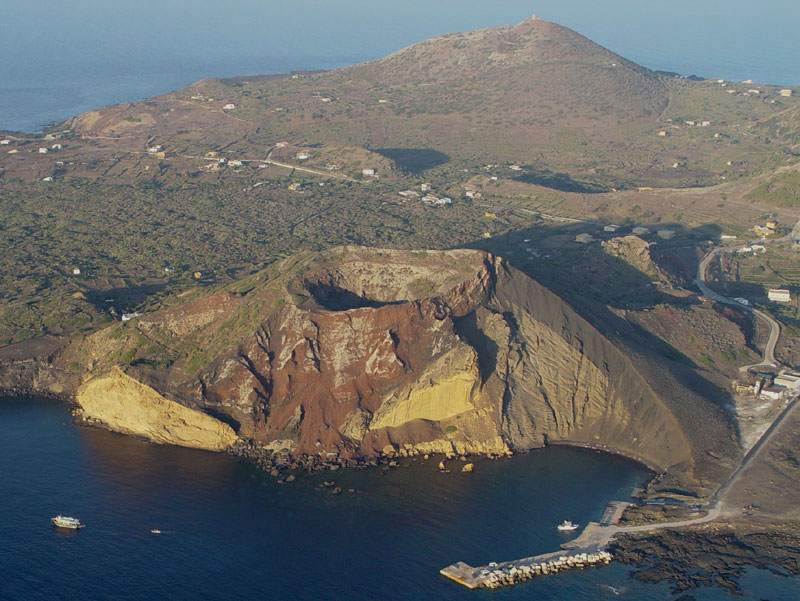
Linosa
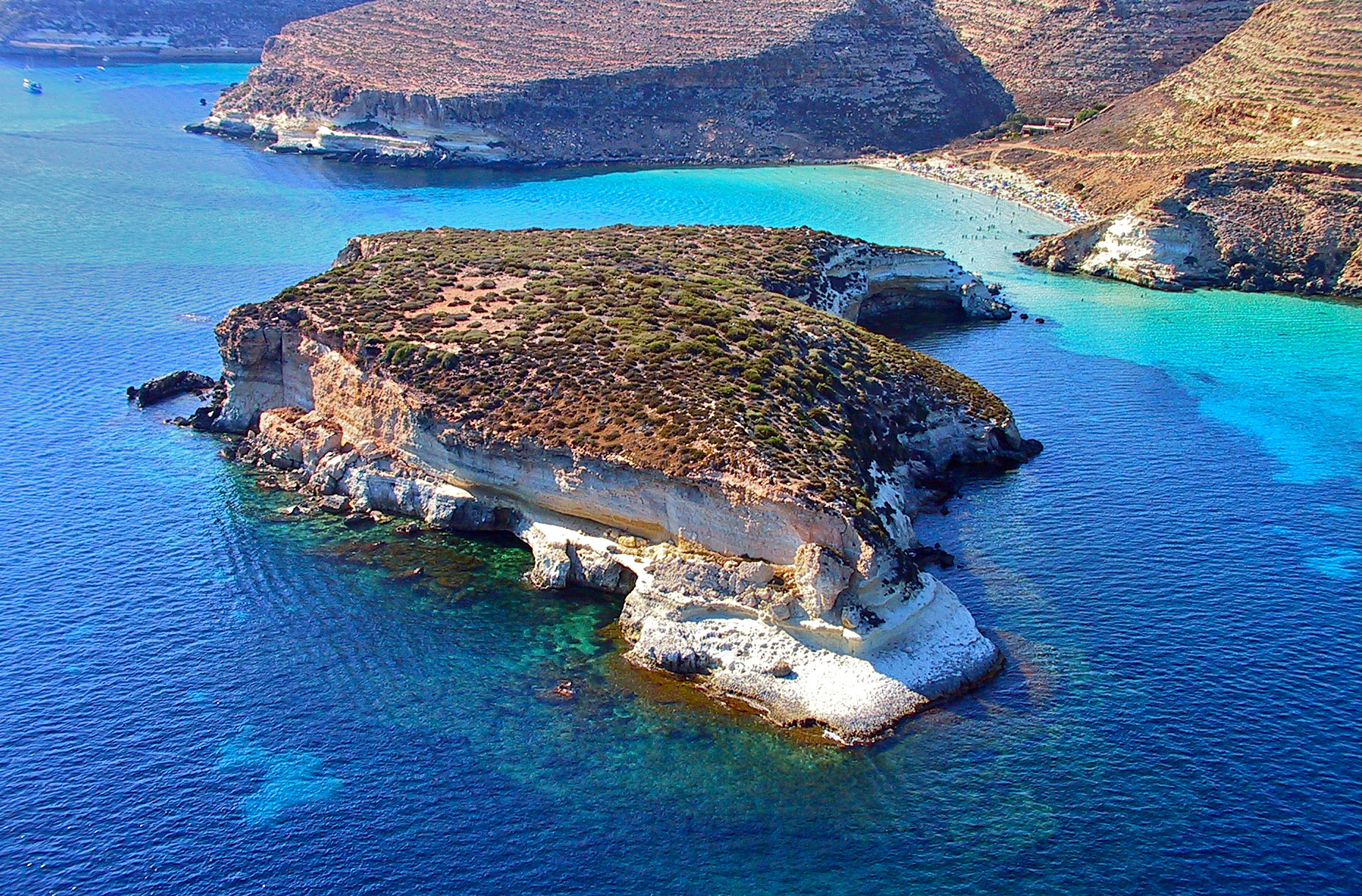
Wysepka Isola dei Conigli (Wyspa Królicza) przy Lampedusie
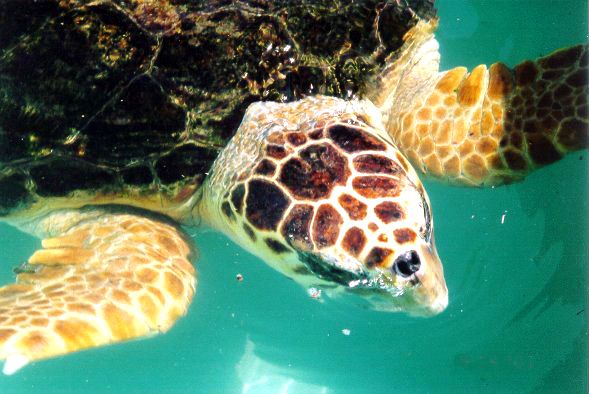
Żółw morski karetta